# Конусовидные змеи
Конусовидные змеи (лат. Coniophanes) — род змей семейства ужеобразных. В состав рода включают 17 видов, которые преимущественно распространены в Мексике и Центральной Америке, но обитают также в США на севере Техаса и на юге Южной Америки в Перу.

## Описание
Змеи рода достигают длины от 30 до 45 сантиметров. Обычно имеют коричневый окрас с чёрными полосами по бокам и посередине спины с красным или оранжевым окрасом в нижней части.

## Поведение
Конусовидные змеи обитают в скрытых норах. Большую часть времени они проводят роя рыхлую землю, опавшие листья лесной подстилки или землю у корней кактусов. Они ночные животные, выходящие из своих подземных нор поздно вечером чтобы поохотиться на лягушек, ящериц, мелких грызунов и маленьких змей. Конусовидные змеи яйцекладущие животные. За одну кладку откладывают до 10 яиц, которые вылупляются через приблизительно сорок дней, в зависимости от температуры и влажности. Новорожденные змеи достигают в длину примерно пятнадцати сантиметров.

## Классификация
В состав рода включают 17 видов: 
- C. alvarezi Campbell, 1989  – Мексика
- C. andresensis Bailey, 1937 – , Колумбия
- C. bipunctatus (Günther, 1858) – Мексика, Гватемала, Гондурас, Белиз, Никарагуа, Панама, Сальвадор, Коста-Рика
  - C. b. bipunctatus (Günther, 1858)
  - C. b. biseriatus H.M. Smith, 1940
- C. dromiciformis (W. Peters, 1863) –  Эквадор, Перу
- C. fissidens (Günther, 1858) – Мексика, Белиз, Гватемала, Гондурас, Сальвадор, Никарагуа, Коста Рика, Эквадор, Перу, Колумбия
  - C. f. convergens Shannon & H.M. Smith, 1950
  - C. f. dispersus H.M. Smith, 1941
  - C. f. fissidens (Günther, 1858)
  - C. f. proterops (Cope, 1860)
  - C. f. punctigularis (Cope, 1860)
- C. imperialis (Baird & Girard, 1859) –  США (Техас), Мексика, Белиз, Гватемала,Гондурас
  - C. i. imperialis (Baird & Girard, 1859)
  - C. i. clavatus (W. Peters, 1864)
  - C. i. copei Hartweg & Oliver, 1938
- C. joanae Myers, 1966 – Панама
- C. lateritius Cope, 1862 – Мексика
- C. longinquus Cadle, 1989 –Перу
- C. melanocephalus (W. Peters, 1869)
- C. meridanus Schmidt & Andrews, 1936
- C. michoacanensis Flores-Villela & E.N. Smith, 2009
- C. piceivittis Cope, 1870 – Cope's Мексика, Белиз, Гондурас, Сальвадор, Никарагуа, Коста Рика
  - C. p. frangivirgatus J. Peters, 1950
  - C. p. piceivittis Cope, 1870
- C. quinquevittatus (A.M.C. Duméril, Bibron & A.H.A. Duméril, 1854) Мексика, Гватемала
- C. sarae Ponce-Campos & H.M. Smith, 2001
- C. schmidti Bailey, 1937 – Мексика, Белиз, Гватемала.
- C. taylori Hall, 1951